# 尖尾犀鱈
尖尾犀鱈（学名：Bregmaceros lanceolatus），又名尖鰭犀鱈、海鰗鰍，为輻鰭魚綱鱈形目海鰗鰍科犀鱈屬下的一个种，為熱帶海水魚，分布於西太平洋區，從台灣南部至澳洲西北部海域，體長可達11.5公分，棲息在大陸棚，生活習性不明。